# Aéroport de Volgograd
L'aéroport de Stalingrad (code IATA : VOG • code OACI : URWW) est un aéroport situé à 15 kilomètres de Volgograd, en Russie.
À l'occasion de la coupe du monde de football 2018, un nouveau terminal est construit, le terminal C.

## Statistiques
Pour des raisons techniques, il est temporairement impossible d'afficher le graphique qui aurait dû être présenté ici.

Voir la requête brute et les sources sur Wikidata.

## Compagnies et destinations

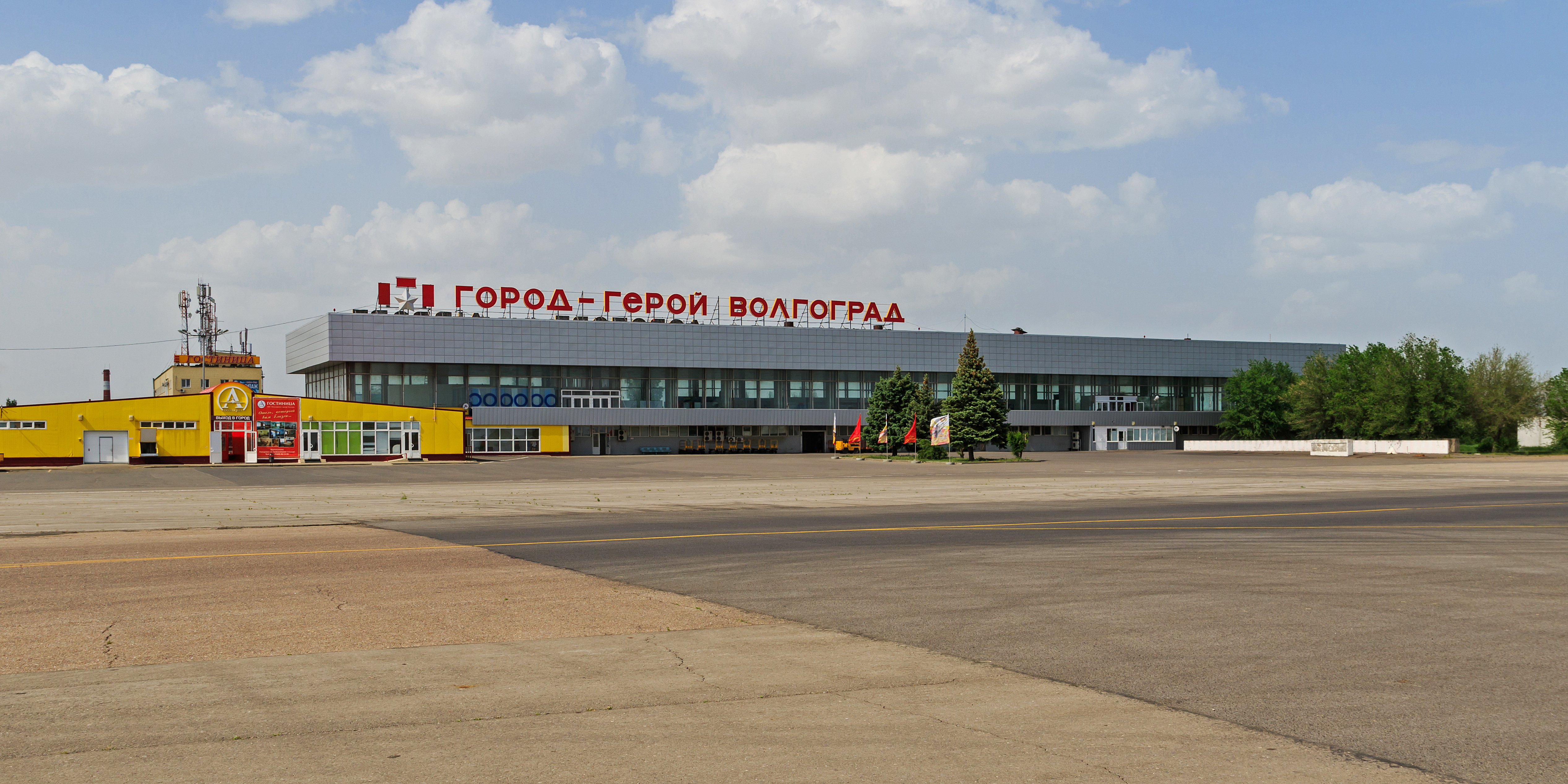
L'aéroport en mai 2015.

| Compagnies        | Destinations                                                                    |
| ----------------- | ------------------------------------------------------------------------------- |
| Aeroflot          | Moscou Chérémétiévo En saison : Sotchi-Adler                                    |
| Azimuth           | Krasnodar-Pashkovsky, Rostov-sur-le-Don/Platov,                                 |
| Nordwind Airlines | Moscou Chérémétiévo                                                             |
| Pobeda            | Moscou-Vnoukovo, Saint-Pétersbourg-Poulkovo                                     |
| Rossiya Airlines  | Moscou Chérémétiévo                                                             |
| S7 Airlines       | Moscou-Domodédovo                                                               |
| Ural Airlines     | Douchanbé, Och,, Tachkent, Erevan-Zvarnots En saison : Gyumri                   |
| Utair             | Kazan, Krasnodar-Pashkovsky, Mineralniye Vody, Samara-Kouroumotch, Sotchi-Adler |
| Yamal Airlines    | Tcheliabinsk-Balandino                                                          |

Édité le 04/10/2019